# Valdelafuente
Valdelafuente ist ein Ort am Jakobsweg in der Provinz León der Autonomen Gemeinschaft Kastilien und León, administrativ ist es von Valdefresno abhängig.
Bei Valdelafuente liegt die Anhöhe Alto del Portillo von dem aus sich León überblicken lässt. Früher stand hier ein Steinkreuz, das nach León auf die Plaza San Marcos versetzt und um die Figur eines erschöpften Pilgers ergänzt wurde.